# Liste profanierter Kirchen im Bistum Dresden-Meißen

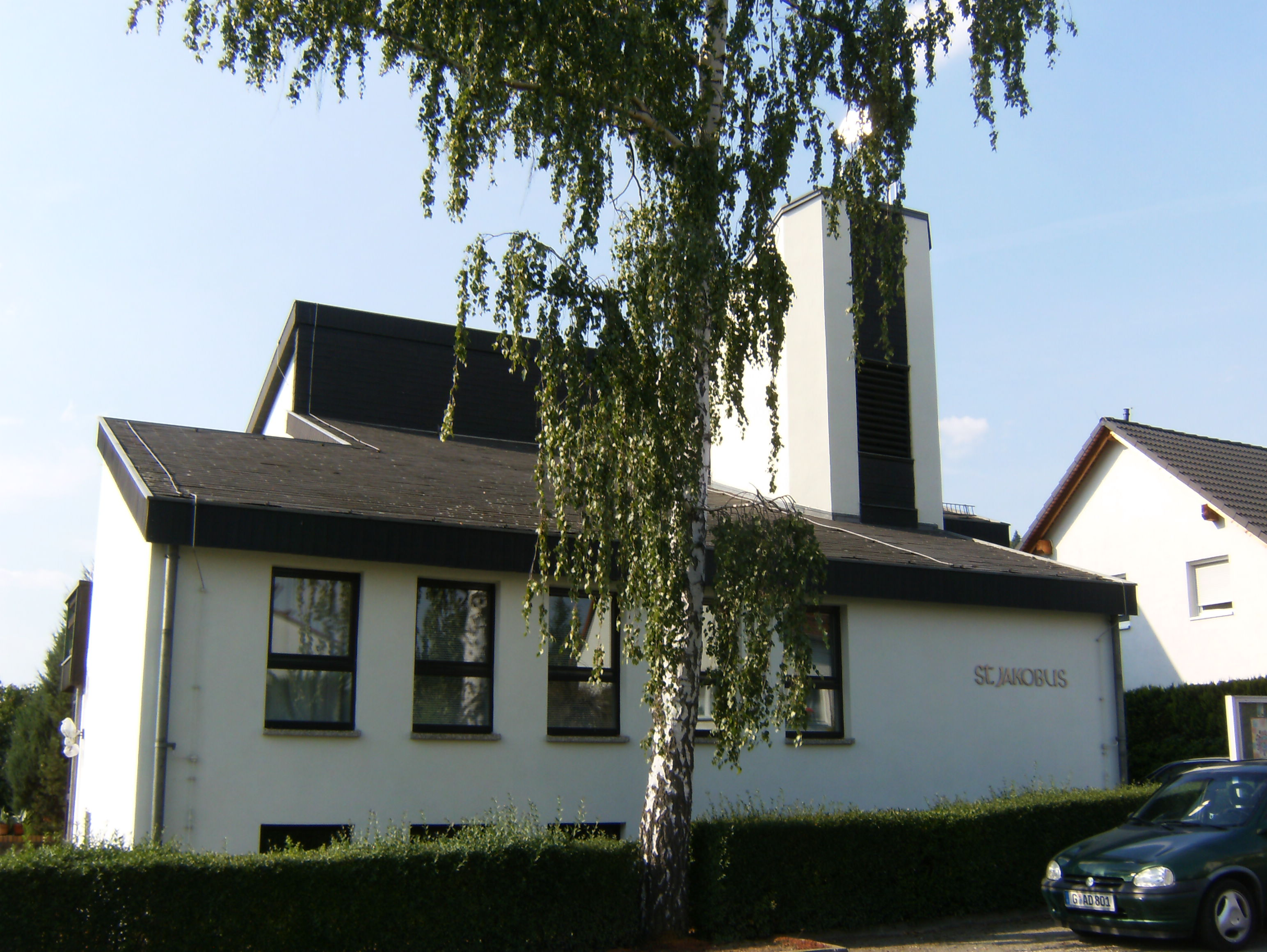
St.-Jakobus-Kirche in Gera-Langenberg

Die Liste profanierter Kirchen im Bistum Dresden-Meißen führt Kirchen und Kapellen auf, die im Bistum Dresden-Meißen und im vormaligen Bistum Meißen profaniert wurden. Sie wurden oder werden verkauft, umgewidmet, umgebaut oder abgerissen.

## Prolog
Ökonomische Zwänge durch Rückgang der Kirchensteuereinnahmen sowie Priestermangel und Rückgang der Zahl praktizierender Katholiken im Bistum Dresden-Meißen führen wie auch in anderen deutschen Bistümern dazu, dass einerseits Gemeinden zu größeren Pfarreien zusammengeführt werden, andererseits aber auch Kirchen geschlossen werden. Teilweise werden dann Räumlichkeiten der evangelischen Kirche mitgenutzt.

## Liste
Zu den nach 1945 geschlossenen, entwidmeten, umgewidmeten, umgenutzten oder abgerissenen Kirchen gehören folgende Gotteshäuser:
- Bad Brambach, Filialkirche St. Walburga: am 23. Juni 1935 geweiht, am 26. Juli 2018 aufgehoben
- Bretnig-Hauswalde, Filialkirche St. Michael: am 1. Dezember 1950 geweiht, am 20. Dezember 2017 aufgehoben, letzte Messe am 7. April 2018[1]
- Crossen an der Elster, Hauskapelle Verspermann-Villa: 31. März 2007 aufgehoben
- Crottendorf, Marienkapelle: 15. Oktober 2002 aufgehoben
- Demitz-Thumitz, Maria-Friedens-Kirche:[2]  6. November 1955 geweiht, 2011 geschlossen
- Dresden, Hauskapelle Bischof-Wienken-Haus: 25. August 2016 aufgehoben
- Dresden, Kapelle St. Kamillus: 30. November 2017 aufgehoben
- Dresden, Kapelle im Bennostift: am 30. September 1999 aufgehoben
- Dresden, Kapelle im Albertstift: am 30. September 1999 aufgehoben
- Dresden, St. Josef-Stift, Herz-Jesu-Kapelle: 13. Dezember 1999 aufgehoben
- Ebersbach-Neugersdorf, Stadtteil Neugersdorf, St. Joseph: 7. Juni 1936 geweiht, am 4. Oktober 2020 Abschiedsmesse, 2021 verkauft[3][4]
- Eibau, Kapelle St. Thomas: 27. März 1966 geweiht, 31. Dezember 2016 aufgehoben[5]
- Geising, Kapelle St. Bonifatius: am 3. Juni 1978 geweiht, 24. April 2016 profaniert/geschlossen[6]
- Gera, Stadtteil Langenberg, St.-Jakobus-Kirche: 1989 konsekriert, am 21. November 2021 Profanierungsandacht[7][8]
- Gera, Stadtteil Zwötzen, Marienkapelle: 1. September 1962 geweiht, 2. Dezember 1991 aufgehoben[9]
- Geringswalde, Kapelle St. Josef der Arbeiter: aufgegeben
- Glashütte, Kirche St. Christophorus: 31. Oktober 1954 geweiht, 6. November 2017 aufgehoben
- Glaubitz, Kapelle St. Pius X: geweiht 22. April 1957, aufgehoben letzter Gottesdienst 3. Mai 2019[10]
- Gößnitz, Kirche Maria Regina: am 1. Januar 1994 aufgehoben
- Grünhainichen, Kapelle St. Thomas Morus: aufgegeben
- Hohndorf/E., Kapelle St. Laurentius: 27. August 1933 geweiht, 1. August 2002 aufgehoben
- Jonsdorf, Kapelle St. Bernhard von Menthon: 8. April 2005 aufgehoben
- Kahnsdorf, Kapelle St. Hedwig: am 20. Juni 1991 aufgehoben
- Kleinnaundorf, Maria-Hilf-Kapelle: 14. August 1955 geweiht, 1992 aufgegeben und abgerissen[11]
- Königswartha, Kapelle Herz Jesu: am 9. November 1996 aufgehoben
- Langenleuba-Niederhain, Kirche St. Josef: aufgegeben, privatisiert
- Leipzig, Propsteikirche St. Trinitatis: 1982 geweiht, 2015 profaniert, 2018 mit Ausnahme des Turms abgerissen, durch Neubau an anderer Stelle ersetzt
- Leipzig, Kapelle St. Trinitatis im Kolpinghaus: am 26. Oktober 1994 aufgehoben
- Leipzig-Leutzsch, Kapelle der Fokolarbewegung: am 25. August 1998 aufgehoben
- Leipzig-Süd, Kapelle St. Hedwig/Kochstr: 22. März 2003 geweiht, 25. November 2012 profaniert
- Leipzig, Kapelle St. Ignatius: Studentengemeinde 1. September 2017 aufgehoben, ersetzt!
- Lengefeld, Kapelle St. Josef: am 20. Dezember 1996 aufgehoben
- Lichtenstein/Sa., Schloss Lichtenstein, St. Elisabeth: Das Schloss wurde 1949 vom Bistum Meißen übernommen, im Schloss wurde 1950 ein Altenheim eröffnet, seine Hauskapelle wurde auch von der katholischen Gemeinde genutzt. Am 31. Dezember 1999 wurde das Altenheim geschlossen, APH 7. Juli 2004 aufgehoben.
- Lößnitz, Kapelle St. Elisabeth: am 26. Mai 1958 geweiht, 14. Juni 2004 aufgehoben
- Lunzenau, Kapelle St. Heinrich: aufgegeben
- Markranstädt, Kirche Maria Hilfe der Christen: 8. September 1896 geweiht, letzter Gottesdienst am 18. September 2022
- Maxen, Kapelle St. Josef: 18. Oktober 1954 geweiht, 15. Dezember 2003 aufgehoben
- Mülsen St. Jacob, Kirche Mariä Verkündigung: 31. Oktober 1999 geweiht, profaniert per Dekret vom 1. Juni 2022
- Neukieritzsch, Kapelle: ca. 1998 aufgegeben
- Neusalza-Spremberg, Kapelle St. Franziskus: 15. Februar 1971 geweiht, 23. Dezember 2015 profaniert[12]
- Niederwiesa, Kapelle im St.-Josef-Haus: am 16. August 1996 aufgehoben
- Oberbärenburg, Herz-Jesu-Kapelle: Weihe am 31. Juli 1938, 2019 aufgehoben
- Plauen, Kapelle im Kolpinghaus: 1. August 2002 aufgehoben
- Reitzenhain, Simultankapelle: am 26. November 1996 aufgehoben
- Riesa, Stadtteil Weida, Kapelle: 1971 geweiht, 1. September 2008 geschlossen[13]
- Rittersgrün, Kapelle St. Barbara: 12. Juni 1966 geweiht, 12. Mai 1997 aufgehoben
- Rochlitz, Kapelle St. Christophorus: Die in einer ehemaligen Werkstatt eingerichtete Kapelle wurde im August 1967 geweiht.[14] Am 26. November 2020 fand der letzte Gottesdienst statt, das 1995 gekaufte Gebäude (Leipziger Straße 5) war bereits 2017 verkauft worden[15], am 5. März 2021 wurde die Kapelle offiziell profaniert.[16]
- Rodameuschel, Kapelle: am 12. März 1996 aufgehoben
- Rodewisch, Kapelle: am 19. Dezember 1948 geweiht[17], Gottesdienste mittlerweile im evangelisch-lutherischen Kirchengemeindehaus
- Rötha, Kapelle St. Hedwig: am 23. November 1995 aufgehoben
- Saalburg, Kapelle: am 30. Oktober 1997 aufgehoben
- Schönheide, Kapelle „Kostbares Blut“, Kapelle (Hauptstraße 9): 1964 geweiht[18], am 6. Oktober 2024 profaniert
- Schweinerden, Kapelle im APH St. Ludmilla: 12. Dezember 2002 aufgehoben
- Seifhennersdorf, Kirche St. Antonius: 1937 gebaut, 1. November 2008 aufgehoben
- Serbitz, Kapelle: 1949 erbaut, am 11. Dezember 1997 aufgehoben
- Stollberg, Marienkapelle: am 16. August 1996 aufgehoben
- Stolpen, St. Michael: in einem früheren Schützenhaus, am 6. September 1953 benediziert, am 24. Oktober 2021 profaniert[19]
- Strehla, St.-Hedwigs-Kapelle: 28. Februar 1971 geweiht, am 10. September 2016 Abschiedsgottesdienst[20]
- Tanna, Kapelle St. Maria von der immerw. Hilfe: 25. März 2002 aufgehoben
- Thammenhain, Kapelle St. Hedwig: Im Schloss Thammenhain wurde in der DDR ein Altenpflegeheim eingerichtet und 1979/80 eine Kapelle erbaut.[21] Nach dem in den Jahren 1999/2000 in Wurzen neben der Herz-Jesu-Kirche ein neues Altenpflegeheim „St. Hedwig“ erbaut worden war, das ebenfalls eine Hauskapelle besitzt,[22] wurde die Kapelle in Thammenhain am 10. September 2000 aufgehoben.
- Thum, Johannes-Maria-Vianney-Kapelle: 15. Januar 1961 geweiht, 2011 geschlossen
- Trebnitzgrund, Kapelle im Caritasheim: am 30. September 1999 aufgehoben
- Treuen, Kapelle St. Josef: 31. Juli 2017 aufgehoben
- Triebes, Kapelle St. Bonifatius: am 11. Mai 1991 aufgehoben
- Ullersdorf, Kapelle: am 12. März 1996 aufgehoben
- Waldenburg, St. Martin: 1952 Garage zur Kapelle, 1963–1964 zur Kirche umgebaut, Weihe am 9. Mai 1964[23], profaniert per Dekret vom 3. Februar 2023[24], im September 2023 an privat verkauft, Umnutzung zu Kunstgalerie vorgesehen[25]
- Wolkenburg, Kapelle im Festsaal des Schlosses: seit 1945, am 13. Februar 1991 aufgehoben
- Wurzbach, Kapelle St. Josef: am 1. Dezember 1993 aufgehoben
- Zschopau, Kapelle in der Villa Birkenweg 3: Nutzung ab 1948, 1967 aufgehoben, da der Kirchenneubau der St.-Marien-Kirche abgeschlossen wurde.
- Zwickau, Stadtteil Planitz, St. Franziskus: Die 1960 eingerichtete Franziskuskapelle wurde zu einer Kirche ausgebaut, die am 17. Oktober 1982 geweiht wurde. 2006 wurde die Kirche durch einen Neubau ersetzt.[26]